# Comuni d'Italia (D)
Questa pagina contiene l'elenco dei comuni italiani il cui nome inizia con la lettera D.
Per ogni comune vengono indicate la provincia e la regione di appartenenza.
| Comune              | Provincia             | Regione               |
| ------------------- | --------------------- | --------------------- |
| Dairago             | Milano                | Lombardia             |
| Dalmine             | Bergamo               | Lombardia             |
| Dambel              | Trento                | Trentino-Alto Adige   |
| Danta di Cadore     | Belluno               | Veneto                |
| Darfo Boario Terme  | Brescia               | Lombardia             |
| Dasà                | Vibo Valentia         | Calabria              |
| Davagna             | Genova                | Liguria               |
| Daverio             | Varese                | Lombardia             |
| Davoli              | Catanzaro             | Calabria              |
| Dazio               | Sondrio               | Lombardia             |
| Decimomannu         | Cagliari              | Sardegna              |
| Decimoputzu         | Sud Sardegna          | Sardegna              |
| Decollatura         | Catanzaro             | Calabria              |
| Dego                | Savona                | Liguria               |
| Deiva Marina        | Spezia                | Liguria               |
| Delebio             | Sondrio               | Lombardia             |
| Delia               | Caltanissetta         | Sicilia               |
| Delianuova          | Reggio Calabria       | Calabria              |
| Deliceto            | Foggia                | Puglia                |
| Dello               | Brescia               | Lombardia             |
| Demonte             | Cuneo                 | Piemonte              |
| Denice              | Alessandria           | Piemonte              |
| Denno               | Trento                | Trentino-Alto Adige   |
| Dernice             | Alessandria           | Piemonte              |
| Derovere            | Cremona               | Lombardia             |
| Deruta              | Perugia               | Umbria                |
| Dervio              | Lecco                 | Lombardia             |
| Desana              | Vercelli              | Piemonte              |
| Desenzano del Garda | Brescia               | Lombardia             |
| Desio               | Monza e della Brianza | Lombardia             |
| Desulo              | Nuoro                 | Sardegna              |
| Diamante            | Cosenza               | Calabria              |
| Diano Arentino      | Imperia               | Liguria               |
| Diano Castello      | Imperia               | Liguria               |
| Diano d'Alba        | Cuneo                 | Piemonte              |
| Diano Marina        | Imperia               | Liguria               |
| Diano San Pietro    | Imperia               | Liguria               |
| Dicomano            | Firenze               | Toscana               |
| Dignano             | Udine                 | Friuli-Venezia Giulia |
| Dimaro Folgarida    | Trento                | Trentino-Alto Adige   |
| Dinami              | Vibo Valentia         | Calabria              |
| Dipignano           | Cosenza               | Calabria              |
| Diso                | Lecce                 | Puglia                |
| Divignano           | Novara                | Piemonte              |
| Dizzasco            | Como                  | Lombardia             |
| Dobbiaco            | Bolzano               | Trentino-Alto Adige   |
| Doberdò del Lago    | Gorizia               | Friuli-Venezia Giulia |
| Dogliani            | Cuneo                 | Piemonte              |
| Dogliola            | Chieti                | Abruzzo               |
| Dogna               | Udine                 | Friuli-Venezia Giulia |
| Dolcè               | Verona                | Veneto                |
| Dolceacqua          | Imperia               | Liguria               |
| Dolcedo             | Imperia               | Liguria               |
| Dolegna del Collio  | Gorizia               | Friuli-Venezia Giulia |
| Dolianova           | Sud Sardegna          | Sardegna              |
| Dolo                | Venezia               | Veneto                |
| Dolzago             | Lecco                 | Lombardia             |
| Domanico            | Cosenza               | Calabria              |
| Domaso              | Como                  | Lombardia             |
| Domegge di Cadore   | Belluno               | Veneto                |
| Domicella           | Avellino              | Campania              |
| Domodossola         | Verbano-Cusio-Ossola  | Piemonte              |
| Domus de Maria      | Sud Sardegna          | Sardegna              |
| Domusnovas          | Sud Sardegna          | Sardegna              |
| Donato              | Biella                | Piemonte              |
| Dongo               | Como                  | Lombardia             |
| Donnas              | Aosta                 | Valle d'Aosta         |
| Donori              | Sud Sardegna          | Sardegna              |
| Dorgali             | Nuoro                 | Sardegna              |
| Dorio               | Lecco                 | Lombardia             |
| Dormelletto         | Novara                | Piemonte              |
| Dorno               | Pavia                 | Lombardia             |
| Dorzano             | Biella                | Piemonte              |
| Dosolo              | Mantova               | Lombardia             |
| Dossena             | Bergamo               | Lombardia             |
| Dosso del Liro      | Como                  | Lombardia             |
| Doues               | Aosta                 | Valle d'Aosta         |
| Dovadola            | Forlì-Cesena          | Emilia-Romagna        |
| Dovera              | Cremona               | Lombardia             |
| Dozza               | Bologna               | Emilia-Romagna        |
| Dragoni             | Caserta               | Campania              |
| Drapia              | Vibo Valentia         | Calabria              |
| Drena               | Trento                | Trentino-Alto Adige   |
| Drenchia            | Udine                 | Friuli-Venezia Giulia |
| Dresano             | Milano                | Lombardia             |
| Dro                 | Trento                | Trentino-Alto Adige   |
| Dronero             | Cuneo                 | Piemonte              |
| Druento             | Torino                | Piemonte              |
| Druogno             | Verbano-Cusio-Ossola  | Piemonte              |
| Dualchi             | Nuoro                 | Sardegna              |
| Dubino              | Sondrio               | Lombardia             |
| Due Carrare         | Padova                | Veneto                |
| Dueville            | Vicenza               | Veneto                |
| Dugenta             | Benevento             | Campania              |
| Duino-Aurisina      | Trieste               | Friuli-Venezia Giulia |
| Dumenza             | Varese                | Lombardia             |
| Duno                | Varese                | Lombardia             |
| Durazzano           | Benevento             | Campania              |
| Duronia             | Campobasso            | Molise                |
| Dusino San Michele  | Asti                  | Piemonte              |